# Ana María Cuervo
Ana María Cuervo (Barcelona, 14 de juliol de 1966) és una biòloga cel·lular catalana.
Va estudiar Medicina a la Universitat de València, on es va graduar el 1990. El 1994 va defensar la seva tesi doctoral sobre biologia cel·lular, pertanyent a l'Institut de Recerques Citològiques de València. De 1995 a 1998 realitzà recerques postdoctorals a la Universitat Tufts, continuant en aquesta universitat fins a 2001 com a professora ajudant. A partir d'aquest any passà a formar part també com a professora ajudant de l'Escola de Medicina Albert Einstein a la Universitat Yeshiva de Nova York. Actualment ocupa la càtedra Robert and Renee Belfer per a l'estudi de malalties neurodegeneratives en aquesta mateixa universitat.
És considerada una experta en el camp de l'autofàgia, el procés pel qual les cèl·lules reciclen els seus residus. És també una experta en la biologia molecular de l'envelliment. El seu treball se centra en les causes dels trastorns neurodegeneratius com la malaltia d'Alzheimer i Parkinson. El seu objectiu és desenvolupar teràpies que puguin restablir el servei de neteja cel·lular normal i, per tant, prevenir l'acumulació de proteïnes tòxiques subproductes de la mort cel·lular i de les cèl·lules afectades per la malaltia.